# Mellicta varia
Mellicta varia is een vlinder uit de familie Nymphalidae. De wetenschappelijke naam van de soort is voor het eerst geldig gepubliceerd in 1851 door Meyer-Dür.